# Акимов, Михаил Фёдорович
Михаил Фёдорович Акимов (1884, Тайба-Таушево — 1914, Белебей) — чувашский писатель, драматург, публицист, переводчик.

## Биография
Родился в бедной чувашской крестьянской семье. С детства будущему писателю приходилось работать пастухом вместе со своим отцом. Его родители, видя стремление ребёнка к получению образования, не запрещают ему пойти в начальную школу. Закончив её с похвальной грамотой, М. Ф. Акимов продолжает обучение в двухклассной школе в соседнем селе Кошки-Новотимбаево.  
В 1901 году выезжает в Симбирск, где талантливого молодого человека берут в чувашскую школу для подготовки учителей. Помимо основного курса образования, он самостоятельно изучает всемирную литературу и искусство, историю чувашского народа. Вскоре его начинают интересовать и политические вопросы: он начинает читать политическую литературу революционного характера, посещает соответствующие тайные собрания и встречи. Это не остаётся незамеченным педагогическим коллективом школы, и в 1905 году его, вместе с остальными «политически ненадёжными учащимися», исключают из школы.  
После этого М. Ф. Акимову приходится переезжать в Казань. В городе он приобщается к печатному делу, начинает работать в только что начавшейся выпускаться газете «Хыпар». В качестве сотрудника газеты Акимов создаёт новые материалы для выпуска, редактирует присылаемые читателями тексты, переводит с русского языка на чувашский разные очерки и статьи. Его коллегами были Н. В. Никольский, Таэр Тимкки, С. Кириллов и другие известные деятели чувашской культуры. 
В мае 1907 года правительством первая чувашская газета «Хыпар» была закрыта. Это явилось большим ударом по литературной школе, сплотившейся вокруг Н. В. Никольского. Как и многие другие деятели, М. Ф. Акимов в поисках пропитания и ухода от постоянного надзора полиции вынужден был уехать из Казани. Писатель недолгое время живёт в Казани, а после — переезжает в Белебей, где трудится то работником нотариальной конторы, то в качестве адвоката. Все издержки бедственного материального положения не могли не подорвать его здоровье. М. Ф. Акимов умирает от болезни лёгких в 1914 году. 

## Творчество
Свои публицистические статьи в газете «Хыпар» М. Ф. Акимов посвящает жителям чувашских деревень — он настаивает на их пробуждении ото сна традиционно-патриархального взгляда на жизнь, взывает к борьбе против несправедливости установившихся в стране порядков. Этот посыл можно определить и по названиям его произведений: «Улпут чапĕ хресчен йывăр кунĕ» (Помещику довольство – крестьянам невзгоды), очерк «Çитмен пурнăç» (Жизнь в нужде), фельетон «Хальхи кунсем» (Нынешние дни) и др. 
В первом своём рассказе-очерке «Кĕтӳ пухăвĕ» автор описывает характерные явления в жизни чувашской деревни. Композиция произведения напоминает небольшую сценку из пьесы, так как все действия происходят в течение нескольких часов, а тема и проблематика близки к рассказу Таэр Тимкки «Эрех сиенĕ» (Вред алкоголя), так как работавшие вместе два писателя оба старались обличать пороки деревенских жителей (пьянство, необразованность, внутренняя закоснелость и невосприимчивость к новшествам и т. д.), указать на неприглядные стороны их жизни. 
После Первой русской революции революционные воззрения М. Ф. Акимова набирают ещё большую силу. В статье «Эпĕ Патшалăх пухăвĕ çинчен шухăшлани» (Мои размышления о Государственной думе) писатель раскрывает истинное, по его мнению, значение Манифеста 17 октября 1905 года — обман народа.  Рассказ «Шӳт туни» (Шутка) построен в форме диалога крестьянина Щимуна (чув. Çимун) и барина, представляющих собой собирательный образ двух антагонистских социальных классов. Здесь автор широко использует иронию и разные обличительные и сатирические приёмы, проявляется одно из особенностей его идиостиля — образность. В памфлете «Тĕлĕнмелле» (Удивительно) герой — обычный крестьянин — изливает свои мысли в форме монолога, как и в рассказе «Шӳт туни» красной нитью проходит гуманистическая идея «рождения всех людей свободными независимо от их сословного положения». 
Драма «Ялти пурнăç» (Деревенская жизнь) была напечатана в газете «Хыпар» в 1907 году. Чувашский литературовед и критик М. Я. Сироткин писал, что автор поставил в основание драмы явления, которые «не так давно можно было наблюдать во всех чувашских селениях: беды сельских бедняков, прогрессирующее ухудшение их материального положения...». По его мнению, об этом ясно свидетельствует судьба семьи главного героя — крестьянина Хведера (чув. Хветĕр). Однако, М. Ф. Акимов в этом произведении хотел акцентировать внимание не на бедности своего героя, а на его моральном облике, на характере и психологической составляющей его личности. Автор критикует Хведера за боязливость, отсутствие всякой общественной активности и инициативности. Он проходится и по старому губительному деревенскому обычаю «решать» все дела и проблемы с помощью алкоголя (в пьесе Хведер хочет получить свои же кровно заработанные деньги, напоив сельского старосту Ухунька водкой и усладив его шыртаном). Хведер показан не злым персонажом, но слабым и тщедушным. Он не может найти силы постоять ни за самого себя, ни за родного сына (Юманку), страдающего от своей злой мачехи Палаги (чув. Пăлаки). Юманка — добрый и мечтательный, стремящийся к образованию — является, по сути, единственным полностью положительным героем произведения, и автор заставляет сопереживать ему, чьи мечты могут порушить установившиеся вокруг деспотические и патриархальные порядки и обычаи. Причиной всех невзгод и бед героев драмы показаны недостаток культуры и образования. Драма, отличающаяся богатым и выразительным языком, знанием законов драматических произведений и реалистической глубиной, является значимым произведением не только в масштабах творчества М. Ф. Акимова, но и для всей дореволюционной чувашской литературы. 
Помимо множества других переводов, М. Ф. Акимов перевёл на чувашский язык рассказ Н. Д. Телешова «Беда», тематически близкий собственным произведениям писателя.

## Критика
Н. С. Павлов. «Акимов – родоначальник чувашской художественной публицистики»:

Ценность небольшого по объему творческого наследства М. Ф. Акимова определяется не только тем, что ему принадлежит пальма первенства в чувашской драматургии: талантливый писатель оставил нам и самые ранние образцы чувашской художественной публицистики…Историко-литературное значение созданных им образцов чувашской художественной публицистике заключается в том, что они были передовыми для своего времени произведениями, служившими трудовому народу. Кроме того, они обогатили чувашскую литературу рядом новых жанровых форм
— (Ученые записки (НИИ). - Чебоксары, 1964. – Вып. 27. – С. 213, 223)
.